# Akademie van Kunsten
De Akademie van Kunsten is een Nederlandse organisatie, waarvan vooraanstaande kunstenaars uit verschillende disciplines, onder meer architectuur, beeldende kunsten, dans, film, fotografie, letteren, muziek en podiumkunsten, lid zijn. De doelstelling is de plek te zijn "voor debat over de waarde van kunst in de samenleving en over de relatie tussen kunst en wetenschap".
De Akademie van Kunsten is in 2014 opgericht door de Koninklijke Nederlandse Akademie van Wetenschappen. Beide zijn gevestigd in het Trippenhuis in Amsterdam. 
Bij de start telde de Akademie van Kunsten veertien leden. Tot 2017 werd het ledenaantal jaarlijks aangevuld met nieuwe leden tot het vastgestelde maximum van vijftig werd bereikt. Drie jaar later, in 2020, besloot de Akademie dit maximum los te laten. Gekozen werd voor een permanent lidmaatschap in plaats van een lidmaatschap van vijf jaar. Oud-leden werd met terugwerkende kracht een permanent lidmaatschap aangeboden. In 2020 werden tien nieuwe leden benoemd. Het percentage vrouwelijke leden kwam daarmee op 42%. In 2022 telt de Akademie van Kunsten 76 leden.
De leden van de Akademie van Kunsten worden gekozen op grond van nominaties. Iedereen kan jaarlijks vooraanstaande kunstenaars uit alle disciplines die zich op basis van aantoonbare artistieke prestaties hebben onderscheiden, nomineren voor het lidmaatschap.

## Voorzitters
- 2014 - 2017 Barbara Visser, beeldend kunstenaar[4]
- 2017 - 2019 Gijs Scholten van Aschat, acteur
- 2019 - 2021 Anne Vegter, dichter en schrijver[5]
- 2021 - Liesbeth Bik, beeldend kunstenaar[6]